# 馬法五

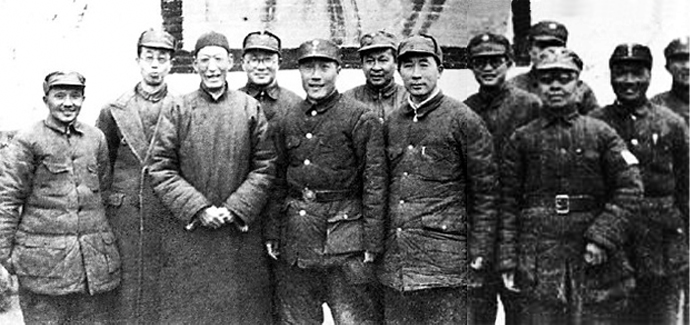
左から鄧小平、一人おいて馬法五、劉伯承、高樹勲、一人おいて薄一波（1946年2月）

馬 法五（ば ほうご、繁体字: 馬法五; 簡体字: 马法五; 拼音: Mǎ Fǎwǔ; ウェード式: Ma Fa-wu）は、中華民国（台湾）の軍人。国民軍出身で、後に国民革命軍に属した。字は賡虞。

## 事績
高陽県立高等小学堂、保定育徳中学を経て、北京協和医学校予科に入学する。1915年（民国4年）、陸軍第6師に入隊し、随営学校で訓練を受けた。1918年（民国7年）、保定陸軍軍官学校第8期砲兵科に入学し、1922年（民国11年）に卒業している。これ以後、馬法五は第3混成旅旅長孫岳（直隷派で、後の国民軍第3軍軍長）配下に属し、国民軍成立後の1925年（民国14年）には砲兵団団長に昇進した。五原誓師後の1927年（民国16年）夏に第5軍特種兵旅旅長に昇進し、同年秋には国民革命軍第2集団軍第20軍第59師師長となっている。
北伐完了後も、馬法五は馮玉祥配下として反蔣介石戦争を戦う。1929年（民国18年）秋、第6軍第12師師長となり、中原大戦では第5師副師長兼第13旅旅長を務めた。馮敗北後は国民政府中央の再編を受け入れ、1931年（民国20年）1月に陸軍歩兵第1師副師長、同年夏に第39師副師長となっている。1935年（民国24年）4月、陸軍中将銜を授与された。
日中戦争（抗日戦争）勃発後、馬法五は第39師師長に昇進し、徐州会戦に参戦した。1938年（民国27年）8月、第40軍副軍長を兼任し、翌1939年（民国28年）11月、第106師師長に移る。1942年（民国31年）5月、第40軍軍長に昇進した。1943年（民国32年）6月、河北省政府主席代理となり、12月、冀察戦区副総司令兼河北省保安司令にも任ぜられた。1945年（民国34年）5月、中国国民党第6期中央監察委員に選出され、6月には第11戦区副司令長官兼第40軍軍長となった。
ところが日中戦争終結後の11月1日、馬法五は邯鄲戦役で八路軍と交戦して惨敗、捕虜とされてしまう。翌1946年（民国35年）1月、重慶で開催された政治協商会議（旧政協）において、新四軍軍長葉挺と馬を捕虜交換することで国民党と中国共産党が合意、まもなく2人とも釈放された。釈放後の同年3月、馬は北平行轅保定綏靖公署副主任に任ぜられ、同年末には天津警備司令となっている。1948年（民国37年）6月、河北省政府委員となり、翌1949年（民国38年）4月には総統府参軍に任ぜられた。国共内戦敗北後は台湾へ逃れ、行政院顧問となっている。
1992年（民国81年）1月24日、台北市にて病没。享年99。

## 注
1. ↑  徐主編（2007）、1164頁による。劉主編（2005）、60頁は1891年（光緒17年）生まれとする。
2. ↑  徐主編（2007）同上による。劉主編（2005）同上は1993年（民国82年）没とする。
3. 1 2 3 4 5  徐主編（2007）、1164頁。
4. 1 2 3 4  劉主編（2005）、60頁。